# Castratella piloselloides
Castratella piloselloides es una especie de planta fanerógama  pertenecientes a la familia Melastomataceae. Es originaria de Colombia y Venezuela.

## Taxonomía
Castratella piloselloides fue descrita por Charles Victor Naudin y publicado en Annales des Sciences Naturelles; Botanique, sér. 3 14(2): 139, en el año 1850.
1. ↑  Especies en The International Plant Names Index
2. ↑  Castratella piloselloides en PlantList
3. ↑  «Castratella piloselloides». Tropicos.org. Missouri Botanical Garden. Consultado el 23 de diciembre de 2010.

## Biografía
- Hokche, O., P. E. Berry & O. Huber. (eds.) 2008. Nuevo Cat. Fl. Vasc. Venez. 1–859. Fundación Instituto Botánico de Venezuela, Caracas.

1. Idárraga-Piedrahíta, A., R. D. C. Ortiz, R. Callejas Posada & M. Merello. (eds.) 2011. Fl. Antioquia: Cat. 2: 9–939. Universidad de Antioquia, Medellín.
2. Luteyn, J. L. 1999. Páramos, a checklist of plant diversity, geographical distribution, and botanical literature. Mem. New York Bot. Gard. 84: viii–xv, 1–278.